# Dryocampa rubicunda

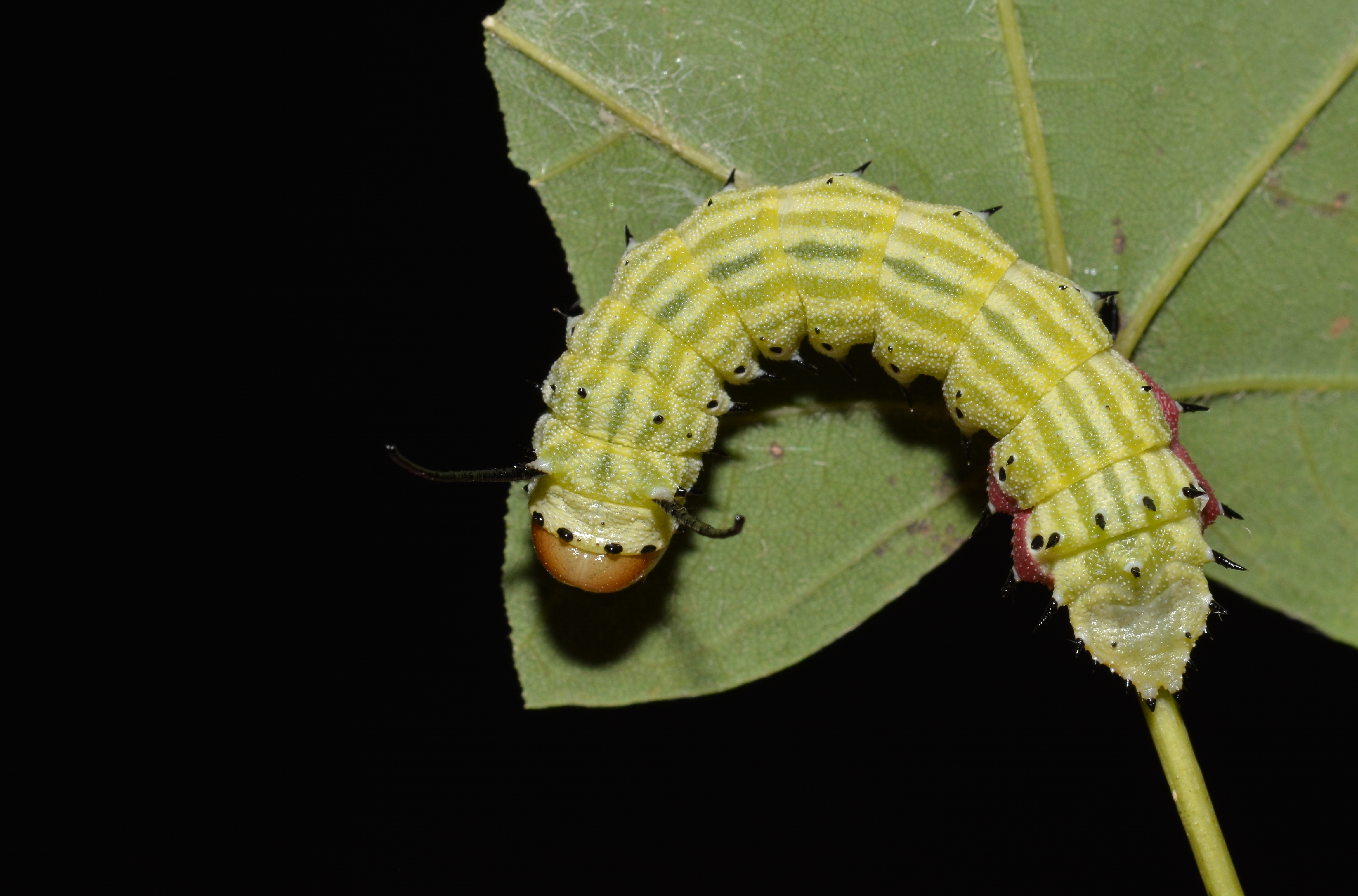
Oruga

La polilla rosada del arce (Dryocampa rubicunda) es una especie de lepidóptero ditrisio de la familia Saturniidae. Es una mariposa nocturna propia de Norteamérica.

## Características
Los machos tienen una amplitud de alas de 32-44 mm; las hembras de 40-50 mm. Tienen antenas y patas que van de rojo a rosado, el cuerpo amarillo así como la parte posterior de las alas y la parte anterior de las alas es rosado con una banda triangular al medio. Los machos tienen antenas más tupidas que las hembras.

## Ciclo vital
Esta especie se alimenta del arce. Particularmente del arce rojo, el arce plateado y el arce de azúcar. También de especies de Platanus, Fagus o robles  (Quercus).
Las hembras depositan huevos de color amarillo suave en grupos de 20 a 30 en la parte interior de las hojas del arce. Después de 2 semanas se convierten en orugas y llevan una vida gregaria. Conservan esta conducta hasta la tercera muda. Luego, para las dos últimas se vuelven solitarias. Las larvas maduras son de color verde claro con líneas laterales negras, cabezas rojas y dos filamentos detrás de la cabeza. Alcanza una longitud de 55mm. Cuando se encuentran listas, van a la parte baja del árbol y se convierten en pupas en cámaras bajo la tierra. Las pupas son oscuras, largas y tienen pequeñas espinas con la punta con dividida en dos. Cuando el imago eclosiona, tiene alas pequeñas que deben ser expandidas para que el insecto pueda volar. En el estado adulto son generalmente nocturnas. No se alimentan. Prefieren volar durante el primer tercio de la noche (Fullard & Napoleone 2001). Las hembras emiten feromonas en la noche que atraen a los machos que tienen antenas más tupidas para poder sentir el aroma de las hembras.